# In the Crossfire
In the Crossfire è un singolo del gruppo musicale inglese Starsailor, pubblicato nel 2005 ed estratto dall'album On the Outside.

## Il brano
Il brano parla della guerra in Iraq e critica l'alleanza tra l'allora Primo Ministro britannico Tony Blair e l'allora Presidente statunitense George W. Bush.

## Tracce
- CD/7"

1. In the Crossfire
2. Always